# بابینو (بلغارستان)
بابینو (به بلغاری: Babino) یک منطقهٔ مسکونی در بلغارستان است که در شهرستان بوبف دل واقع شده‌است.